# Katherine Ralls
Katherine S. Ralls, née le 21 mars 1939 à Alameda (Californie), est une zoologiste américaine et défenseuse de l'environnement. Elle est chercheuse émérite à l'Institut Smithsonian de biologie de conservation au Parc zoologique national de Washington,. Ces recherches portent sur le dimorphisme de taille, sur la génétique des populations d'animaux sauvages et captifs et la biologie de la conservation. Elle est la première à étudier les espèces de mammifères chez lesquelles les femelles sont plus grandes que les mâles.   

## Biographie
Elle obtient un bachelor en biologie à Stanford en 1960, une maîtrise en biologie au Radcliffe College en 1962 et un doctorat en biologie de Harvard en 1965 .
Les intérêts de recherche de Katherine Ralls portent sur le dimorphisme de taille, sur le dimorphisme de taille, la génétique des populations, l'écologie comportementale, la conservation des mammifères terrestres et marins.
Dans les années 1970, elle étudie le dimorphisme de taille et l'alimentation. Pour cela, elle étudie les espèces où la femelle est plus grande que le mâle, ce qui est le cas chez de nombreuses espèces. Ce dimorphisme n'est pas corrélé à la polyandrie, ni à une plus grande agressivité chez les femelles, ni au développement d'armes. Il n'est pas le résultat d'une sélection sexuelle. La grande taille des femelles est associée au fait qu’une femelle grande est souvent à même de mieux s'occuper de sa descendance.
Depuis 1980, elle se concentre sur la biologie de la conservation, en particulier les problèmes génétiques des petites populations captives et sauvages.
Les deux mammifères qu'elle étudie de manière approfondie sont la loutre de mer et le renard nain de San Joaquin en Californie, en voie de disparition.
Katherine S. Ralls travaille à la fondation de la Society for Conservation Biology au milieu des années 1980. En 1986, avec Jonathan Ballou, elle met au point un atelier international sur la gestion génétique des animaux de zoo.
En 2005, elle est nommée membre honoraire de la Société zoologique de Londres.
En 2017, Katherine S. Ralls, Jonathan Ballou et Richard Frankham publient le premier livre sur la gestion génétique des populations d'espèces en voie d'extinction, intitulé "Gestion génétique des populations animales et végétales fragmentées".
En plus de sa nomination au Smithsonian, Katherine S. Ralls est associée de recherche à l’Institut des sciences de la mer à l’ Université de Californie à Santa Cruz.

## Prix et distinctions
- Membre de l'Académie des sciences de Californie, 2007[12]
- Récipiendaire du prix George Miksch Sutton pour la recherche en conservation, Southwestern Association of Naturalists, 2007[13]
- Membre honoraire de la Société zoologique de Londres, 2006[14]
- Résolution de remerciement, Programme de rétablissement des espèces en péril de la Fondation Stanislaus, 1998[1]
- Prix C. Hart Merriam, Société américaine des mammalogistes, 1996[15]
- Prix Edward T. LaRoe, Society for Conservation Biology, 1996[1]
- Membre de l'Animal Behavior Society, 1992[16]
- Membre de l'Association américaine pour l'avancement des sciences, 1989[1]